# Закон незворотності еволюції органічного світу

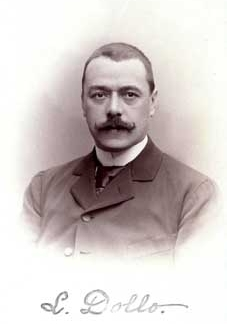
Луїс Долло

Зако́н незворо́тності еволю́ції органі́чного сві́ту (закон Дарвіна—Долло) (англ. law of irreversible evolution) — один з фундаментальних законів стратиграфії. Є базою для біостратиграфічного методу розчленування і кореляції осадових товщ.

## Загальні положення
Положення про незворотність еволюції вперше сформульовано Чарлзом Дарвіним: «Вид, який щезнув, ніколи не може з'явитися знову, навіть якби знову повторилися абсолютно тотожні умови життя — органічні і неорганічні». Закон сформульований бельгійським палеонтологом Луї Долло у 1893 році як емпіричне правило: «Втрачений у ході еволюції біологічного виду орган, або ознака не відновлюються у процесі подальшого філогенетичного розвитку». Узагальнене формулювання цього закону: «Біологічний вид, який у ході еволюції зник з органічного світу Землі ніколи більше не з'явиться».
Подальшими дослідженнями еволюційних рядів окремих видів і груп встановлено, що можливе часткове повернення до пращурного стану, пов'язане з переходом до попередніх екологічних ніш і відновленням деяких пращурних органів (ссавці — кити і дельфіни повернулись з суходолу в морське середовище). Але повне відновлення втрачених структур і повторна поява пращурних видів виключене. Проте, на початку XXI століття з бурхливим розвитком методів генної інженерії і синтетичної генетики (клонування, ГМО) цілком можлива поява в дикій природі вимерлих видів і родів минулих геологічних епох. У такому разі закон незворотності еволюції життя буде порушено і стратиграфічне розчленування відкладів XXII ст. буде доволі проблематичне.

## Дія закону на молекулярному рівні[3]
Джозеф Торнтон (Joseph W. Thornton) з Орегонського університету і його колеги на прикладі еволюції глюкокортикоїдного рецептора хребетних (ГР) наочно продемонстрували, як і чому еволюційні зміни, що відбуваються на рівні однієї білкової молекули, можуть стати незворотними. Дослідники порівняли амінокислотні послідовності 60 різних рецепторів стероїдних гормонів, наявних у сучасних організмів. Вони реконструювали еволюційну історію ГР і відновили амінокислотну послідовність цього білка, якою вона була у найважливіших вузлах (точках розгалуження) еволюційного древа хребетних.
ГР набув свою нинішню функцію, попутно втративши колишню, понад 400 млн років тому в результаті заміни всього лише двох ключових амінокислот. Така зміна цілком зворотня. Проте в ході подальшої еволюції рецептора в ньому накопичилося безліч додаткових мутацій, які трохи поліпшили виконання нової функції, але повністю позбавили білок можливості повернутися до вихідного стану.
З'ясувалося, що ключові події в еволюції ГР відбулися понад 400 млн років тому і були приурочені до відрізка між двома вузлами древа, відповідними: 1) поділу предків хрящових риб і всіх інших щелепоротих хребетних, 2) розділення ліній променеперих і лопатеперих риб (предки останніх за сумісництвом є також і предками всіх наземних хребетних).
Відновлені амінокислотні послідовності, відповідні цим двом вузлам, автори назвали відповідно AncGR1 і AncGR2. Перший білок був у останнього спільного предка всіх щелепоротих (до щелепоротих відносяться хрящові риби, кісткові риби та їх нащадки - наземні хребетні, вони ж тетраподи). Володарем другого білка був останній загальний предок всіх кісткових риб і тетрапод, який жив на 40 млн років пізніше.
Потім автори штучно синтезували гени ГР, які повинні були бути у цих давно вимерлих предків, і змусили їх працювати в культурі клітин китайського хом'ячка. Разом з «відродженими» генами ГР в клітини була впроваджена генетична конструкція, що містить запозичений у світлячків ген ферменту люциферази. Регуляторна область цього гена була сконструйована таким чином, щоб синтез люциферази залежав від активності ГР. У результаті можна було за силою світіння оцінювати ефективність реагування ГР на ті чи інші стероїдні гормони. Просторова структура «відроджених» ГР вивчалася за допомогою рентгеноструктурного аналізу.
Перша частина отриманих результатів була опублікована в журналі Science. З'ясувалося, що білок AncGR1 являв собою порівняно слабко спеціалізований рецептор, який реагував на широке коло так званих мінералокортикоїдів, в тому числі альдостерон і деоксікортікостерон. Цей рецептор реагував також і на кортизол, але значно слабше. Білок AncGR2, навпаки, був спеціалізованим рецептором, вибірково реагує на кортизол (як і сучасні ГР людини та інших наземних хребетних).

## Застосування
З цього закону випливає, що для кожного конкретного інтервалу геологічного часу притаманні свої власні, специфічні за складом, групи організмів, а отже відклади можна розпізнавати і зіставляти (корелювати) за комплексом викопних решток, які вони містять.
Закон має два важливих наслідки:
- принцип палеонтологічної сукцесії (Сулаві—Сміта) — давні фауни і флори змінюють одна одну в часі у певному порядку, який можна визначити
- принцип біостратиграфічного розчленування і кореляції (Сміта) — одновікові відклади можна розпізнавати і зіставляти за однаковими викопними рештками, які вони містять.

До цього закону також дотичний закон Амбера — еволюційний закон, сформульований Амбером (1950), згідно з яким ознаки, які зникли в процесі еволюції, філогенетично не відновлюються.